# Zhang Zizhong
Zhang Zizhong (chinois simplifié: 张自忠; chinois traditionnel: 張自忠; pinyin: Zhāng Zìzhōng, Wade-Giles: Chang Tzu-chung, 11 août 1891 - 16 mai 1940) était un général de l'Armée nationale révolutionnaire pendant la seconde guerre sino-japonaise, puis la Seconde Guerre mondiale. Il fut l'officier le plus haut gradé et le seul commandant de groupe d'armées de l'Armée nationale révolutionnaire à mourir pendant la seconde guerre sino-japonaise.

## Biographie
Zhang Zizhong est né à Linqing dans la province du Shandong dans une famille de notable. Il étudie le droit à Tianjin puis entre dans la société secrète Tongmenghui en 1911. Il commence sa carrière militaire en 1914, affecté à la 20e division de l'armée près de Fengtian (aujourd'hui Shenyang) en tant que chef de peloton. Il fut promu officier durant la guerre de protection de la nation, son unité étant anéanti pendant cette guerre, il entre au service de Feng Yuxiang, un seigneur de la guerre, il fut nommé chef de bataillon en 1924 et participe à la seconde guerre de Zhili-Fengtian.
En 1930, il est devenu général de division.
Durant la Seconde Guerre mondiale, il a montré un grand courage dans les batailles et a été considéré comme l'un des généraux chinois les plus braves et respectables par l'armée impériale japonaise. Il fut tué au combat durant la Bataille de Zaoyang-Yichang le 16 mai 1940 à Mont Chang près de Yicheng, dans la province du Hubei. En raison de sa promotion à titre posthume, il fut aussi l'un des officiers alliés le plus élevé en grade à avoir été tué au combat pendant la Seconde Guerre mondiale. Son mausolée est situé à Beibei, dans la ville de Chongqing.
Des rues à Beijing, Shanghai, Tianjin et Wuhan furent nommés en son honneur, un mont à Taiwan porte également son nom.

## Carrière militaire
- 1911: Étudie le droit à Tianjin.
- 1914: Affecté à la 20e division de l'armée près de Fengtian (aujourd'hui Shenyang) en tant que chef de peloton.
- 1935-1936: Président du gouvernement de la province Charhar.
- 1937: Maire de Tianjin.
- 1937: Officier général commandant de la 38e division.
- 1937-1940: Officier général commandant du Corps LIX.
- 1938: Officier général commandant de la 27e armée.
- 1939: Commandant en chef du flanc droit de la zone de guerre de la cinquième armée
- 1939-1940: Commandant en chef du 33e groupe d'armées
- 1940: Mort au combat à Mont Chang près de Yicheng, dans la province du Hubei.
- 1940: Promotion au titre posthume de Général[2].